# مصطفى باشا الكرجي
مصطفى باشا الكرجي سياسي عثماني شغل منصب والي مصر منذ 1660 حتى 1661.